# Verband Schweizer Privatschulen
Der Verband Schweizer Privatschulen ist eine Organisation, der die Wahrung der Interessen der Schweizerischen Privatschulen und die Sicherung und den Ausbau von deren Qualität als primäres Ziel sieht.
Im Verband sind 221 Schweizer Privatschulen Mitglied im Januar 2019.